# Johnnie Bassett
Johnnie Bassett (9. října 1935 Marianna, Florida, USA – 4. srpna 2012 Detroit, Michigan, USA) byl americký bluesový zpěvák a kytarista.
Narodil se na Floridě, ale v roce 1944 s rodinou přesídlil do Detroitu, kde žil až do své smrti. Byl zde členem skupiny Joe Weaver & the Bluenotes. V roce 1958 přišel do armády a hudební kariéru tak přerušil. Později spolupracoval například s Andre Williamsem, Nolanem Strongem nebo skupinou The Miracles. V roce 1997 vydal své první sólové studiové album a do své smrti v roce 2012 jich vydal celkem šest.

## Sólová alba
- I Gave My Life to the Blues (1997)
- Bassett Hound (1997)
- Cadillac Blues (1998)
- Party My Blues Away (1999)
- The Gentleman is Back (2009)[4]
- I Can Make That Happen (2012)[5]